# Walter Matthau
Walter Matthau [ˈmæθaʊ], ursprungligen Walter John Matthow, född 1 oktober 1920 i New York i New York, död 1 juli 2000 i Santa Monica i Kalifornien, var en amerikansk skådespelare. Bland Matthaus filmer märks Charade (1963), Storsvindlarna (1966), Omaka par (1968), Kotch (1971), Fallgropen (1973), Stoppa pressarna! (1974), The Sunshine Boys (1975), Agenten som pratade för mycket (1980) och Griniga gamla gubbar (1993). 

## Biografi
Matthau hade stora framgångar på Broadway, bland annat i The Odd Couple (filmad som Omaka par) efter att han debuterat som skådespelare och sedan 1955 haft endast mindre roller. Matthau har främst blivit känd för sina komiska roller, som Kaktusblomman (1969) och Hello Dolly (1969). Han slog slutgiltigt igenom i Billy Wilders Storsvindlarna (1966). Walter Matthau och Jack Lemmon var parhästar i många komedier.

## Filmografi i urval
- 1956 – Bakom spegeln
- 1958 – Alfred Hitchcock presenterar (TV-serie)
- 1958 – King Creole
- 1960 – Dröj hos mig främling...
- 1963 – Charade
- 1964 – Bombsäkert
- 1966 – Storsvindlarna
- 1967 – Guide för gifta män
- 1968 – Omaka par
- 1969 – Hello, Dolly
- 1969 – Kaktusblomman
- 1971 – Plaza svit
- 1971 – Kotch
- 1971 – I död och lust
- 1972 – Varning! Äktenskap pågår!
- 1973 – Fallgropen
- 1973 – Den skrattande polisen
- 1974 – Stoppa pressarna!
- 1974 – Jordbävningen
- 1974 – Pelham 1-2-3 kapat
- 1975 – The Sunshine Boys
- 1976 – Björnligan
- 1978 – California Suite
- 1980 – Tio dollars panten
- 1980 – Agenten som pratade för mycket
- 1981 – Kompis, kompis
- 1982 – Jag borde vara stjärna
- 1988 – Den lilla djävulen
- 1991 – JFK
- 1993 – Griniga gamla gubbar
- 1993 – Dennis
- 1994 – I.Q.
- 1995 – Gamla gubbar – Nu ännu grinigare
- 1996 – Goa gubbar
- 1998 – Omaka par II
- 2000 – Hanging Up